# Helionides ugandana
Helionides ugandana är en insektsart som först beskrevs av Irena Dworakowska 1981.  Helionides ugandana ingår i släktet Helionides och familjen dvärgstritar.
Artens utbredningsområde är Uganda. Inga underarter finns listade i Catalogue of Life.